# J'en ai marre !
Singles de Alizée
Gourmandises
(2001) J'ai pas vingt ans
(2003)
J'en ai marre ! est le cinquième single d'Alizée. Ce morceau est sorti en février 2003 en tant que premier single de l'album Mes courants électriques. Trois remixes ont été mis à disposition dans des éditions spéciales du single.

## Historique
La chanson est écrite par Mylène Farmer et composée par Laurent Boutonnat, comme d'autres titres d'Alizée tels que Moi… Lolita et L'Alizé. En 2003, Alizée participe à l'émission Top of the Pops où elle présente une version traduite en anglais de son titre.

### Postérité
La chorégraphie d'Alizée dans ce clip et dans la performance live de la chanson à la télévision (dans l'émission "Tubes d'un Jour, Tubes de Toujours" sur M6 en 2003) a servi d'inspiration aux créateurs du jeu vidéo World of Warcraft pour créer la danse des l'Elfes de Nuit femelles. En 2011, la chanteuse flamande Talitha Tan reprend le tube dans sa langue maternelle sous le titre Bubbelbad. En 2025, Romy Kirsch (de) a repris la chanson et l'a présentée dans l'émission de variété allemande Immer wieder sonntags.
En 2008, Coldplay est accusé d'avoir plagié la chanson avec Viva la Vida. En effet, un internaute espagnol remarque que la chanson d'Alizée est plus lente de 10 % et que les deux titres se superposent très bien lorsqu'ils sont à la même vitesse. Il nuance en expliquant que les deux chansons répètent une mesure de quatre notes et qu'il est probable qu'il s'agisse d'une simple coïncidence.

## Liste des pistes
- CD single

1. J'en ai marre ! – 4:35
2. J'en ai marre ! (Instrumental Mix) – 5:05

- CD maxi single

1. J'en ai marre ! (Single Version) – 4:35
2. J'en ai marre ! (Soft Skin Club Mix) – 7:40
3. J'en ai marre ! (Bubbly Club Remix) – 7:50
4. J'en ai marre ! (My Goldfish is Under me Remix) – 3:40

- Maxi 45 tours

A. J'en ai marre ! (Soft Skin Club Mix) – 7:40
B1. J'en ai marre ! (Bubbly Club Remix) – 7:50
B2. J'en ai marre ! (My Goldfish is Under me Remix) – 3:4
- EP Digital (2025)

1. J'en ai marre ! (5’08)
2. J'en ai marre ! Soft Skin Club Mix (7’43)
3. J'en ai marre ! Bubbly Club Remix (7’55)
4. J'en ai marre ! My Goldfish Is Under Me Remix (3’49)
5. I'm Fed Up! (5’12)
6. I'm Fed Up! Soft Skin Club Mix (7’49)
7. I'm Fed Up! Bubbly Club Remix (7’59)
8. I'm Fed Up! My Goldfish Is Under Me Remix (3’49)
9. J'en ai marre ! Radio Edit (4’17) (Inédit)
10. I'm Fed Up! Radio Edit (4’05) (Inédit)
11. Mon bain de mousse (4’45) (Inédit)
12. J'en ai marre ! Instrumental (5’13)

## Classements et certifications
La chanson s'est hissée dans plusieurs classements musicaux européens.
| Classement (2003)                 | Meilleure position |
| --------------------------------- | ------------------ |
| Autrichienne Singles Chart        | 43                 |
| Belgique (Flandre) Singles Chart  | 18                 |
| Belgique (Wallonie) Singles Chart | 5                  |
| France Singles Chart              | 4                  |
| Allemagne Singles Chart           | 21                 |
| Hongrie Singles Chart             | 40                 |
| italien Singles Chart             | 23                 |
| Japon Singles Chart               | 2                  |
| Suède Singles Chart               | 57                 |
| Suisse Singles Chart              | 5                  |

| Pays     | Certification | Ventes certifiées |
| -------- | ------------- | ----------------- |
| Belgique | Or            | 25 000            |
| France   | Or            | 256 000           |